# Shaanxi
Shaanxi (uitspraakⓘ) is een provincie van China, de hoofdstad is Xi'an. De provincie ligt ongeveer in het midden van China en heeft binnen haar grenzen een deel van het stroomgebied van de Gele Rivier. In het zuiden liggen de Qinlingbergen, in het noorden de Ordoswoestijn. Het is niet te verwarren met de aangrenzende provincie Shanxi.

## Geschiedenis
Shaanxi, met de stad Xi'an, wordt beschouwd als een van de wiegen van de Chinese beschaving. Xi'an, het vroegere Chang'an, was gedurende grote delen van de geschiedenis de hoofdstad van het Chinees Keizerrijk. Het grafmonument en het terracottaleger van Qin Shi Huangdi, de eerste keizer van China, bevinden zich bij deze oude stad. Verder begint de zijderoute naar Europa en Afrika hier. In de 13de eeuw, onder de Mongoolse overheersing, werd Shaanxi een provincie. De grote witte piramide ligt in Shaanxi.
In 1556 vond de zeer verwoestende Shaanxi aardbeving plaats. Deze kostte mogelijk het leven aan zo'n 830.000 mensen en is daarmee de meest dodelijke aardbeving uit de geschiedenis.
De Lange Mars van Mao Zedong en de Chinese communisten eindigde in deze provincie.

## Bevolking
De bevolking bestaat voornamelijk uit Han-Chinezen met groepen Hui-chinezen in het noorden bij de autonome provincie Ningxia. Het zuidelijke deel van de provincie, Guanzhong, is veel dichterbevolkt dan het droge noorden.

## Bestuurlijke indeling
De bestuurlijke indeling van Shaanxi ziet er als volgt uit:
|                     |           |        |               |  |  |  |  |
| Nr.                 | Naam      | Hanzi  | Hanyu Pinyin  |  |  |  |  |
| Subprovinciale stad |           |        |               |  |  |  |  |
| 1                   | Xi'an     | 西安市 | Xī'ān Shì     |  |  |  |  |
| Stadsprefecturen    |           |        |               |  |  |  |  |
| 2                   | Ankang    | 安康市 | Ānkāng Shì    |  |  |  |  |
| 3                   | Baoji     | 宝鸡市 | Bǎojī Shì     |  |  |  |  |
| 4                   | Hanzhong  | 汉中市 | Hànzhōng Shì  |  |  |  |  |
| 5                   | Shangluo  | 商洛市 | Shāngluò Shì  |  |  |  |  |
| 6                   | Tongchuan | 铜川市 | Tóngchuān Shì |  |  |  |  |
| 7                   | Weinan    | 渭南市 | Wèinán Shì    |  |  |  |  |
| 8                   | Xianyang  | 咸阳市 | Xiányáng Shì  |  |  |  |  |
| 9                   | Yan'an    | 延安市 | Yán'ān Shì    |  |  |  |  |
| 10                  | Yulin     | 榆林市 | Yúlín Shì     |  |  |  |  |

## Steden in provincie Shaanxi
- Xi'an (hoofdstad)
- Xianyang